# Aeroportul Vincent Fayks
Aeroportul Vincent Fayks (IATA: OEM, ICAO: SMPA) este un aeroport din Paloemeu⁠(d), Tapanahoni⁠(d), Sipaliwini, Surinam.
Situat la o altitudine de 3 m, aeroportul dispune de o singură pistă. Este operat de Luchtvaartdienst⁠(d).